# Victoire Léodile Bera
Victoire Léodile Béra, conocida por su seudónimo André Léo, (Lusignan, Vienne, 18 de agosto de 1824-París, 20 de mayo de 1900) fue una novelista y periodista francesa, activista feminista entre el socialismo y el anarquismo, miembro de la Primera Internacional.

## Biografía
Nació en Lusignan (Vienne) en la casa con el número 4 en la plaza donde se encuentra actualmente el ayuntamiento, en 1824. Permaneció allí hasta 1830, cuando la familia se trasladó a Champagné Saint Hilaire. 
Creció en un medio cultivado de una familia de la burguesía ilustrada. Su abuelo fue revolucionario, fundador en 1791 de la "Sociedad de los Amigos de la Constitución". Su padre, un oficial de marina, era notario en Lusignan y más tarde juez de paz.
Sus primeros textos, firmados Léo, aparecen en 1850 en La revue sociale publicada en Boussac por antiguos sansimonianos, entre ellos Grégore Champseix. Este periodista, perseguido por sus posiciones socialistas en 1848-1849 se exilia en Lausana. Léodile tras el golpe de Estado de Napoleón III del 2 de diciembre de 1851, se reúne con él. Se casan el 17 de diciembre de 1853. Tienen dos hijos gemelos nacidos el 8 de junio de 1853. La pareja regresa a Francia tras una amnistía en 1861.
En París Léodile Bera inicia su carrera como novelista con el seudónimo de André Léo. Enviuda en 1863. Con el apoyo de familias amigas a quienes confía a menudo sus hijos logra continuar escribiendo. En 1864 se incorpora a la Societé des gens de lettres y realiza colaboraciones con periódicos socialistas, democráticos y pacifistas.

### Compromiso social y feminista
A partir de su estancia en Suiza publica su primera novela escrita en Vienne en 1851, Une vielle fille. Firma con el seudónimo de André Léo, compuesto por los nombres de sus hijos gemelos. 
En la revista La Coopération publica en 1867 reportajes sobre la situación del trabajo y defiende y milita para crear asociaciones obreras.
Había regresado a París en 1861 donde se compromete con los republicanos, milita con la periodista y escritora feminista Paule Minck y la anarquista Louise Michel y se adhiere a la Asociación Internacional de Trabajadores, AIT, conocida como Primera Internacional, fundada en Londres en septiembre de 1864. En 1866 crea la "Association pour l'amélioration de l'enseignement des femmes" (Asociación para la mejora de la enseñanza de las mujeres).
En julio de 1868 junto a dieciocho otras mujeres, entre ellas obreras internacionalistas de Puteaux, hace público el Manifeste en faveur des droits des femmes defendiendo la igualdad de sexos que se sitúa en el origen de la primera ola del feminismo en Francia. También anuncia la creación de una Liga.
Se compromete en los debates sobre la situación de las mujeres en discursos, artículos (L'Opinion nationale, 1868), un ensayo (La Femme et les moeurs. Monarchie ou liberté, 1869) reeditado en 1990 y un folletín (Aline-Ali, 1868-1869) reeditado en 2011.
También durante La Comuna escribe en diversos periódicos , entre ellos La Social, en la que defiende la causa del pueblo pero además cuestiona a los dirigentes que quieren hacer la "revolución sin las mujeres".
Muy relacionada con Noémie Reclus y a los hermanos Élie y Élisée Reclus, en su casa en 1869 se crea un grupo feminista llamado Société pour la Revendication du Droit des Femmes donde comenzaron a reunirse en la casa de André Léo en París. Entre sus miembros están Paule Mink, Louise Michel, Eliska Vincent, Jules Simon y Caroline de Barrau. También participó Maria Deraismes. Debido a la amplia gama de opiniones, el grupo decidió centrarse en el tema de mejorar la educación de las niñas. 
André Léo luchó con los republicanos franceses, más tarde durante la Comuna de París, y en la Asociación Internacional de Trabajadores. Viajando por Europa, estudió y trabajó para mejorar la condición femenina de su época. Murió en París en 1900. 
Después de realizar muchos trabajos: numerosas novelas, cuentos y ensayos, artículos y textos políticos. Sus escritos, especialmente sobre temas sociales y educativos, expresan ideas que aún siguen siendo de gran actualidad.

## Reconocimientos póstumos
En 2021 la ciudad de Paris rinde homenaje a André Leó dando su nombre a la pasarela (Passerelle André-Leó) que cruza el jardín de Reuilly en el XII Distrito de París.

## Publicaciones
- Attendre-Espérer, Paris, L. Hachette, 1868
- La Femme et les Mœurs: monarchie ou liberté, à compte d’auteur, 1869 disponible en Gallica
- Une vieille fille, Bruxelles, A. Lebègue éd., 1874 ( éd., 1864, Paris, A. Faure éd.)
- Un mariage scandaleux, Paris, Hachette éd., 1862 ( éd., 1863, A. Faure éd. ;  éd., 1866, A. Faure éd. ;  éd., 1883, C. Marpon et E. Flammarion éd.), reeditado ( 2000) por l’Association des publications chauvinoises (Chauvigny) disponible en Gallica
- Un divorce, Paris, bureaux du « Siècle », 1862 ( éd., 1866, Librairie Internationale, A. Lacroix, Verboeckhoven & C. éd. ;  éd., 1869, ibid.) disponible en Gallica
- Les Deux Filles de Monsieur Plichon, Paris, A. Faure éd., 1865 ( éd., 1868, L. Hachette éd.)
- Jacques Galéron, Paris, A. Faure éd. ( éd., 1865, ibid. ;  éd. 1868, bureaux de « La Coopération ») disponible en Gallica
- L’Idéal au village, Paris, Hachette et Cie, 1867 disponible en Gallica
- Aline-Ali, Paris, Librairie Internationale, A. Lacroix Verboeckhoven & C. éd., 1869 ( éd., 1869, ibid.), reedición presentada y anotada por  Cecilia Beach, Caroline Granier et Alice Primi, Publications Chauvinoises, 2011.
- Le Père Brafort. Inicialmente publicado en Le Siècle en 1872. Reeditado en  Presses Universitaires de Rennes. Collection Textes Rares. Introducción y notas de Alice Primi y Jean-Pierre Bonnet. 2019.
- Légendes corréziennes, Hachette, 1870 disponible en Gallica
- La Commune de Malenpis, Librairie de la bibliothèque démocratique, 1874 disponible en Gallica
- La Grande Illusion des petits bourgeois, Paris, bureaux du «Siècle», 1876
- Marianne, Paris, bureaux du «Siècle», 1877, reeditado ( 2006) por l’Association des publications chauvinoises (Chauvigny) disponible en Gallica
- Grazia, Paris, bureaux du «Siècle»
- L’Épouse du bandit, Paris, bureaux du «Siècle», 1880
- L’Enfant des Rudère, Paris, bureaux du «Siècle», 1881 ( éd., s.d., S.é. Monillot)
- Les Enfants de France, Poitiers, 1890
- La Justice des choses, Poitiers, P. Blanchier, 2 vol., 1891 ( éd., 1893, ibid.),  : Une maman qui ne punit pas ;  : Les aventures d’Edouard
- Le Petit Moi, Paris, M. Dreyfous éd., 1892
- En chemin de fer. Aux habitants des campagnes, Nancy, impr. Nancéienne, 1898
- La Famille Audroit et l’éducation nouvelle, Paris, E. Duruy, 1899
- Coupons le câble, Fischbacher, 1899, réédité avec une préface d'Alice Primi, Editions Dittmar, 2012, disponible en Gallica
- Le Père Brafort, feuilleton paru en russe dans la revue Besieda, Moscou, n°1-5, n°7, n°9-12, janvier-décembre 1872 puis dans Le Siècle, 26 nov. 1872-8 février 1873, puis dans le Musée littéraire, 1ère série, tome 45, p. 211-336, Bureau du Siècle, 1875.

### Obras reeditadas
- La Femme et les mœurs, Le Lérot éditeur, Tusson, 1990
- Un mariage scandaleux, Association des publications chauvinoises, nouvelle édition 2000
- Marianne, Association des publications chauvinoises ; nouvelle édition 2006
- Légendes corréziennes, La Découvrance éditions, La Rochelle, 2006 ; nouvelle édition, PyréMonde (éd. des Régionalismes), 2012
- Aline Ali, présenté et annoté par Cecilia Beach, Caroline Granier, Alice Primi, Association des publications chauvinoises, 2011
- La Guerre sociale, présentation de Michèle Perrot, éditions Le Passager clandestin, 2010
- Coupons le câble, préface et notes d'Alice Primi, Éditions Dittmar, 2012
- La Commune de Malenpis, dans l’anthologie Demain, la Commune !, éditions Publie.net, 2021
- André Léo. Del socialismo utópico a la Comuna de París, Ana Muiña, La linterna sorda ediciones, 2021, ISBN 9788412254730